# Hontanas
Hontanas – gmina w Hiszpanii, w prowincji Burgos, w Kastylii i León, o powierzchni 10,22 km². W 2011 roku gmina liczyła 73 mieszkańców.